# 馬來西亞高等教育部
马来西亚高等教育部（馬來語： Malaysia；英语：Ministry of Higher Education，简称：MOHE）、也称“高教部”，是马来西亚联邦政府的其中一个部门，负责高等教育、理工学院、社区学院、学生贷款、认证、学生志愿者。它的主要办公室在布城。该部成立于2004年3月27日，于2013年5月14日并入教育部，但随后于2015年7月28日进行了改革。 2018年大选后，该部成为教育部下属的高等教育局。慕尤丁内阁自2020年3月10日起，高等教育部再次从教育部分离成为独立的政府部门。

## 组织架构

### 马来西亚高等教育部内设机构[4]
- 部长：赞比里·阿都·卡迪
  - 副部长：慕斯达法·沙姆
    - 秘书长：Dato' Seri Ir. Dr. Zaini bin Ujang
      - 秘书长直辖
        - 法律科
        - 内部审计科
        - 组织通讯科
        - 廉政科
        - 表现管理及高等教育传达科

      - 副秘书长（政策）
        - 政策及研究处
        - 策略规划处
        - 国际关系处
        - 奖学金处

      - 副秘书长（管理及发展）
        - 人力资源管理处
        - 发展处
        - 财务处
        - 会计处
        - 信息管理处
        - 管理服务处

### 附属联邦政府机构
1. 高等教育局（JPT）
2. 技职教育及社区学院局（JPPKK）

### 附属法定机构
1. 高等教育领导学院（AKEPT）
2. 马来西亚学术资格鉴定机构（MQA）
3. 国家高等教育基金局（PTPTN）

### 附属官联公司及基金会
1. 马来西亚教育全球服务公司（EMGS）
2. 大专生福利基金会（YKS）